# ロングアイランド連続殺人事件
ロングアイランド連続殺人事件（ロングアイランドれんぞくさつじんじけん、ロングアイランド・シリアルキリング（LISK）、またはギルゴ・ビーチの殺人事件とも呼ばれる）は、1996年から2011年にわたってアメリカ合衆国ニューヨーク州ロングアイランド南岸に位置するギルゴビーチで11人の遺体が発見された連続殺人事件である。

## 概要
主にCraigslistで仕事を募集していた売春関連の女性達が殺害され、遺体がニューヨーク州ロングアイランドのサウスショアのエリアで次々に発見された。
なお、Craigslistキラーとして知られるフィリップ・マルコフは別の事件である。また、ロングアイランドの連続殺人犯として知られるジョエル・リフキンの事件もまた別件である。
犠牲者の遺体は、サフォーク郡のギルゴとオークビーチのひとけの少ない浜辺の町、ナッソー郡のジョーンズビーチ州立公園の近く、オーシャンパークウェイに沿って道路沿いで発見された。2010年12月に4人の犠牲者の遺体が発見され、2011年3月と4月には、さらに6人分の遺体が発見された。警察は、新たに発見された6遺体は、2010年の12月に発見されていた4つの遺体よりも前に遺棄されたものであるとしている。
2011年5月9日、警察は6遺体のうち、2遺体は異なる別のシリアルキラーによるものである可能性に言及。2011年11月29日、警察は発表で、10遺体がすべて1人の犯人によるものだと結論付けた。サフォーク郡地区検事トーマス・スポタは、「ギルゴビーチの周辺は、明らかにしばらく遺体の遺棄場所として利用されていたようだ」と述べている。

## 警察の捜査
2010年5月、サフォーク郡警察は、5月1日に行方不明届がだされていたニュージャージー州出身のシャノン・ギルバートという24歳の女性を捜索していた。彼女の運転手であるマイケル・パクが外で待っていた顧客の家から走り去った後、最後にオークビーチのエリアで目撃されていた。

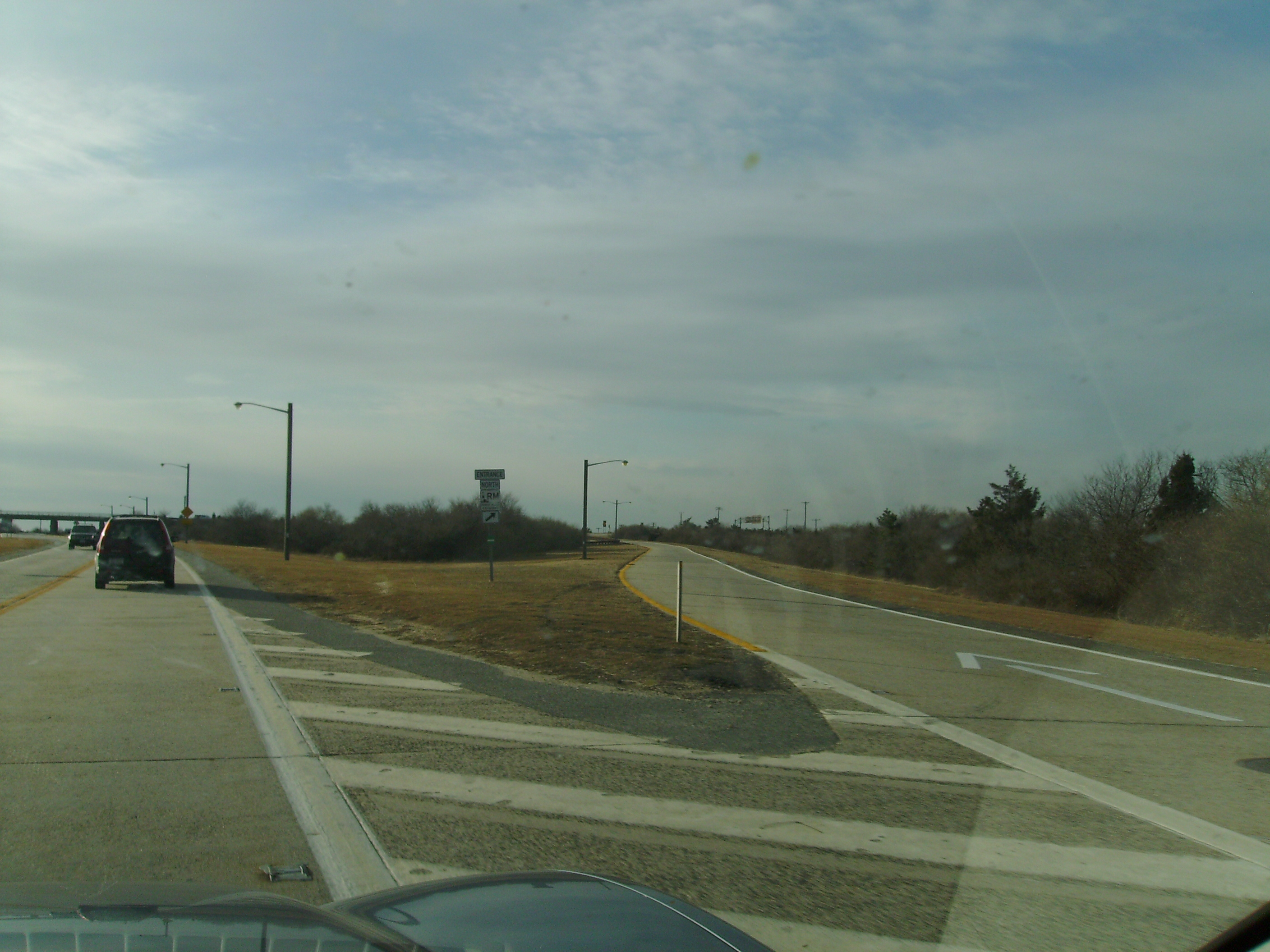
最初の遺体が見つかった場所の近く、オーシャンパークウェイ（Ocean Parkway）のロバート・モーゼス・コーズウェイの出口

2010年12月、警察犬を連れた警察官がボロボロになった麻袋に入れられた白骨遺体を発見した。この発見により捜索が進められ、2日後にはオーシャンパークウェイの北側の同じ地域でさらに3つの遺体が見つかった。 サフォーク郡警察長官のリチャード・ドーマーは、「ほぼ同じ場所で4遺体が見つかったということから自明のことだ。つまりこれは偶然のものではない。我々はシリアルキラーによる連続殺人事件に直面している可能性がある」と述べている。
天候が回復した数ヵ月後、2011年3月下旬から4月上旬にかけて、さらに4つの遺体が公園外の別の場所、オークビーチとギルゴビーチの近くで発見される。サフォーク警察は、より多くの犠牲者を探して、検索範囲をナッソー郡との境まで拡大。4月6日、ナッソー郡警察の刑事ケビン・スミスは、彼の事務所は「サフォークで最近発見された遺体に関連している可能性のあるあらゆる犯罪活動についてさらならる調査をする」と述べた。スミスはまた、ナッソー郡警察による調査では、サフォーク郡およびニューヨーク州警察との調整を行うとも表明した。
5日後、さらなる遺体の捜索がナッソー郡で始まると、人間の遺体の一部と別の頭蓋骨が発見された。4月22日、頭蓋骨から1フィートのところに2本の人間の歯が見つかった。2011年6月16日、サフォーク郡警察は、ロングアイランド殺人事件の逮捕につながる情報について、賞金を5,000ドルから、郡の歴史上最高金額となる25,000ドルに引き上げた 。
9月20日、警察は、3月と4月に発見された身元不明の犠牲者2人（アジア系男性と女性「6番」）のスケッチ画と、幼児と共に発見された遺体の宝飾品の写真を公開した。母親の遺体は、それぞれ4月4日と11日に見つかっていた。2011年9月22日現在、警察はテキスト、電子メール、電話で1,200件以上の情報を受け取っている。
2011年11月29日、警察は1人の人物が10人すべての殺人を行ったと信じており、その人物はほぼ確実にロングアイランド出身であると発表した。遺体の状態と法医学的証拠に共通の特徴がみられることから、単独犯の可能性が導き出された。
2011年12月13日、警察は、捜索の切っ掛けとなったシャノン・ギルバートの遺体を、彼女が姿を消した場所から0.5マイルほどの湿地で見つけたと発表した。その一週間前、彼女の服や持ち物を近くで見つけていた。警察は、ギルバートが湿地でつまずいた後に偶然に溺死したと発表している一方で、彼女の母親は別の可能性もあるとしている。ギルバートは最後に目撃された際、近所の家のドアをたたき、助けを求めて叫んでいたことがわかっているほか、自ら911緊急電話をかけ、非常に取り乱して何かを恐れている旨を伝えていた。
2015年12月10日、サフォーク郡警察長官のティム・シニ（Tim Sini）は、FBIが正式に調査に加わったと発表した。前日、10月に辞任した元警察長官ジェームズ・バークは、警察による残虐行為およびその他の問題で起訴されていた。彼は何年もの間、この事件へのFBIの関与を阻止したと言われていた。FBIのスポークスマンは彼らの公式の関与を確認した。FBIは以前被害者の捜索を支援していたが、公式には捜査の一部ではなかった。
2017年9月12日、サフォーク郡検察官ロバート・ビアンカヴィラは、1994年と1993年に2人の売春婦を殺害したとして2017年5月に有罪判決を受けていた大工のジョン・ビトロールフが、この事件で見つかった少なくとも1人の被害者と関連し容疑者であると発表した。ビトロールフはDNA鑑定によって1990年代の殺人事件と関連が判明している。捜査を担当する警察は捜査中の事件のためコメントをしていない。

## 殺人犯の正体
メディアは、警察によって「Unsub」（未確認の容疑者）と呼ばれる殺人犯の犯人像（プロファイリング）について推測している。ニューヨークタイムズ紙によると、20代半ばから40代半ばの白人男性で、ロングアイランドまたはサウスショアに精通していて、黄麻布の袋を手に入れて体を処分するために持っている可能性が高いとされている。
彼は警察捜査に関する詳細な知識を持っている、あるいは警察関係者である可能性もあり、それが長期間逮捕につながらない理由の一部ではないかともされている。
ニュースデイの記者は、ロングアイランドで活動していたシリアルキラーであるジョエル・リフキンが、3月と2011年4月に見つかった古い遺体のいくつかの犯人ではないかと推測した。彼の犠牲者のうちの4人は未だに発見されていない。だが、服役中のリフキンは、2011年4月のニューズデイとのインタビューの中で、最近発見された遺体とは何ら関係ないと否定している。
2023年7月13日、建築家でありRHコンサツタンツツ＆アソシエイツの創業者、マサピーカ・パークに住むレックス・ホイヤーマン(59)が事件の容疑者としてマンハッタンのミッドタウンにあるオフィス前で逮捕された。
翌日、彼は「ギルゴ・フォー」の被害者のうちミーガン・ウォーターマン、メリッサ・バーセルミー、アンバー・コステロの3人を殺害した罪で起訴された。
彼は既婚者で2人の子供がいる。

## 容疑者および重要参考人
ジェームズ・バーク
2016年12月15日、ギルバートの家族の弁護士は、元サフォーク郡警察署長のジェームズ・バークに疑いがあると告発している。彼と関係した売春婦が彼がロングアイランドの殺人事件に関係していると主張しているからである。バークは警察署長を辞任後、2016年11月、暴行などで起訴され有罪になっている。ギルバートの弁護士は12月、ある売春婦がバークと「荒々しいセックス」をしたと証言したと述べた。バークは警察署長として在任中に事件のFBI調査を阻止したとも報道されている。
ジョン・ビトロールフ
2017年9月12日、サフォーク郡検察官のロバート・ビアンカヴィラは、サフォーク郡に住む ジョン・ビトロールフが、発見された少なくとも1人の殺害の容疑者であると述べた。ビトロールフの既知の殺人事件との間に類似点があるという 。
ビトロールフは2017年5月に有罪判決を受けており、9月に各殺人事件について25年の連続した刑を宣告されている。サフォーク郡警察は、捜査中のため、検察官の発言についてコメントしていない。ビトロールフの弁護士は検察官の主張を否定した。
既婚であるビトロールフは大工の仕事をしており、一部の犠牲者が発見された場所に近いマナービルに住んでいた。ビアンカヴィラによると、狩猟者でもあったビトロールフは動物の殺害を楽しんでいたとされている。
ビトロールフの既知の犠牲者の娘は、ギルゴ・ビーチの犠牲者の一人と「親友」であったと報道されている。その犠牲者の母親は、娘の死の前に「彼女はマナービルにたくさんの電話をかけていた」語った。
ジョセフ・ブリューワー
オークビーチ在住のジョセフ・ブリューワーは、生きているシャノン・ギルバートを最後に見た者とされている。ギルバートが失踪する日の夜、彼はクレイグスリストの広告を見て彼女を呼び出した。ブリューワーは、ギルバートが彼の住居に着くなり突然取り乱して逃げたと話している。その後、ギルバートはオークビーチを通り抜け、ブリューワーの近所の家のドアを叩いていて家人と会話している。この頃、ギルバートは911に電話し、「彼らは彼女を殺そうとしている」などと言ったという。しかし、警察はブリューワーの不正行為の証拠を見つけることはなく、早々に容疑者から外れた。
ピーター・ハケット博士
ギルバートが行方不明となった2日後、オークビーチの住人でブリューワー氏の隣人であるピーター・ハケット博士がギルバートの母親のマリ・ギルバートに電話をかけている。そして彼女に、彼がギルバートの世話をしていたと話したという。その3日後、彼は再び母親に電話し、自分は連絡もとってないし母親にも電話していないと否定した。しかし警察は後で電話記録を通してハケットが二度電話していたことを確認している。ギルバートの遺体が発見された湿地帯もハケットの裏庭の近くである。ギルバートの家族は2012年11月にハケットに対して不法死亡訴訟を起こし、その日の朝にギルバートを自宅に連れて行き、彼女に薬物を投与し、彼女の死を促進したと主張した。後に警察は、ハケットが警察捜査にわざわざ首を突っ込んできたり、自分の役割を誇張したりした過去があることを明らかにした。その後の警察の捜査で、ハケットの妻と2人の子供がギルバートの失踪の夜に一緒に家にいたことが判明し、ハケットはギルバートと他の犠牲者の事件の容疑者から除外された。
レックス・ホイヤーマン
2023年7月14日、ノースマサピーカ1番通105在住の59歳の男がマンハッタンのミッドタウンで逮捕され、メリッサさんの死に関連する第一級殺人罪3件と、第二級殺人罪3件で起訴された。彼はモーリーン・ブレイナード＝バーンズの死の最有力容疑者であるが、容疑者は無罪を主張している。容疑者は建築家で、人生の大半をロングアイランドのマサピーカ・パークで過ごしてきた。彼は1987年からマンハッタンで働いている。
彼の名前で登録されたシボレー・アバランチが目撃者によって殺人に関連していることがわかり、当局は2022年3月から彼を真剣に捜査し始めた。彼の携帯電話の記録を調査すると、彼が被害者4人のうち3人と連絡を取っていたことが判明。法廷記録には、彼がインターネットで「サディスティックな素材」「児童ポルノ」「被害者とその親族の画像」を検索していたことも記されている。検察側はまた、ギルゴビーチに埋葬された女性３人の遺体とともにホイヤーマンの妻の髪の毛が発見されたと主張した。

## 犠牲者

### 2010年12月に発見された遺体
2010年後半以降に発見された10の遺体のうち、2010年12月に発見された4遺体は、すべてCraigslistにサービスを宣伝した行方不明のセックスワーカーとして身元が判明。それぞれが首を絞められ、彼女の体は黄麻布の袋に包まれてからギルゴ・ビーチに沿って遺棄されていた。すべてのケースで、別の場所で殺害されたと考えられてる。

### 2011年3月と4月に発見された遺体
3月29日と4月4日に発見された4セットの遺体は、いずれも2マイル以内で、12月に発見された遺体の東側に位置していた。2人の女性、男性、そして幼児を含んでいた。捜索がナッソー郡に拡大した後の4月11日に頭蓋骨と遺体の一部が発見された。それらはそれぞれ1マイル間隔で離れていて、12月に見つかった遺体からおよそ5マイル西で見つかった 。

### その他の被害者
他にも同様な6件の不審な死体遺棄事件が起きており、これらの追加事件は他の10遺体の事件と正式には関連づけられてはいないが、警察によって捜査が続いている。

## 大衆文化において
多数の映画やテレビ番組がこの事件を取り上げている。
- 48時間 ： "Long Island Serial Killer"（2011年7月12日、1時間のドキュメンタリー放送） [40]
- "en:The Long Island Serial Killer"（別題：The Gilgo Beach Murders）：2013年公開、ジョセフ・ディピエトロ（Joseph DiPietro）監督[41][42]
- ピープルマガジン調査 （2016）： "ロングアイランドシリアルキラー：失われた女の子"、シーズン1エピソード1＆2 [43]
- キリングシーズン （US TVシリーズ） ： "最も危険なゲーム"（2016年11月12日放送）、シーズン1、エピソード2
- クライム・ジャンキー 、エピソード21：「SERIAL KILLER：LISK」[リリース：2018年4月16日]

2020年、ロバート・コルカーが2013年に著したノンフィクション『Lost Girls: An Unsolved American Mystery』を原作とした映画『ロストガールズ』が制作された。